# Martí Márquez
Pour les articles homonymes, voir Márquez.
Márquez  Román est un nom espagnol. Le premier nom de famille, en général paternel, est Márquez ; le second, en général maternel, souvent omis, est Román.
Martí Márquez Román, né le 9 février 1996 à Llinars del Vallès, est un coureur cycliste espagnol.

## Biographie

### Carrière amateur
Martí Márquez commence le cyclisme en 2010,, en ayant pour modèle Alberto Contador. Il pratique d'abord le VTT pendant ses premières années, avant de passer à la route. 
Champion de Catalogne juniors en 2014, il est ensuite recruté par Lizarte en 2015, l'une des meilleures équipes amateurs en Espagne, où il effectue sa première saison chez les espoirs (moins de 23 ans). Décrit comme un coureur complet, il se définit avant tout grimpeur. En 2017, il est sacré champion de Catalogne élites à La Canonja. Il obtient également plusieurs places d'honneur dans le calendrier amateur basque. 
Lors de la saison 2018, il confirme en remportant le Torneo Euskaldun. Il termine notamment deuxième du contre-la-montre inaugural du Tour de Navarre, quatrième du championnat d'Espagne du contre-la-montre espoirs ou encore cinquième de la Subida a Gorla, une course pour grimpeurs réputée chez les amateurs espagnols. En 2019, il se distingue principalement sur les courses par étapes du calendrier national. Il remporte le Tour de Galice et termine troisième du Tour de Zamora, sur des parcours difficiles.

### Carrière professionnelle
Il passe professionnel en 2020 dans la nouvelle équipe Kern Pharma, émanation de Lizarte. Pour ses débuts, il remporte le prix de la combativité au Grand Prix La Marseillaise, après avoir mené une échappée. En aout, il termine onzième du Tour du Limousin-Nouvelle-Aquitaine. Deux semaines plus tard, il se classe deuxième au Belgrade-Banja Luka.
En 2021, il est notamment quatrième du Tour de la Mirabelle et quinzième de l'Étoile de Bessèges.

## Palmarès
- 2017
  - Champion de Catalogne sur route
  - 3e de la Subida a Urraki
- 2018
  - Vainqueur du Torneo Euskaldun
  - Laukizko Udala Saria
  - 2e du Circuito de Pascuas
  - 2e de la Lazkaoko Proba
- 2019
  - 1re étape du Tour de Zamora (contre-la-montre par équipes)
  - Tour de Galice :
    - Classement général
    - 1re étape (contre-la-montre par équipes)

  - 3e du Tour de Zamora
  - 3e de la Xanisteban Saria
- 2020
  - 2e de Belgrade-Banja Luka

## Classements mondiaux
| Année                                 | 2018  | 2019 | 2020 | 2021  | 2022  | 2023  |
| ------------------------------------- | ----- | ---- | ---- | ----- | ----- | ----- |
| Classement mondial                    | 2520e | nc   | 356e | 1151e | 2511e | 2844e |
| UCI Europe Tour                       | 1689e | nc   | 291e | 852e  | 1535e | nc    |
|                                       |       |      |      |       |       |       |
| Légende : nc = non classéSource : UCI |       |      |      |       |       |       |